# Сан Себастиано да По
Сан Себастиа̀но да По̀ (на италиански: San Sebastiano da Po; на пиемонтски: San Bastian da Po, Сан Бастиан да По) е село и община в Метрополен град Торино, регион Пиемонт, Северна Италия. Разположено е на 175 m надморска височина. Към 1 януари 2020 г. населението на общината е 1895 души, от които 117 са чужди граждани.